# Segonzac (Charente)
Pour les articles homonymes, voir Segonzac.
Segonzac est une commune du Sud-Ouest de la France, située dans le département de la Charente (région Nouvelle-Aquitaine). La commune est la capitale de la Grande Champagne, premier cru du cognac.
Ses habitants sont les Segonzacais et les Segonzacaises.

## Géographie

### Localisation et accès
Segonzac est un chef-lieu de canton de l'ouest du département de la Charente, situé à 12 km au sud-est de Cognac et 29 km à l'ouest d'Angoulême.
Segonzac est aussi à 8 km au sud de Jarnac, 13 km à l'ouest de Châteauneuf et 17 km au nord de Barbezieux.
Bien qu'à l'écart des routes nationales, Segonzac est situé à un important carrefour de routes départementales : la D 736 entre Jarnac et Saint-Fort-sur-le-Né, la D 1 venant de Barbezieux, et la D 24 se dirigeant vers Cognac. La D 18 et la D 49 complètent ce carrefour. La D 95 traverse le nord de la commune d'est en ouest. La N 141 entre Angoulême et Saintes, maillon occidental de la route Centre-Europe Atlantique, aménagée en voie express entre Jarnac et Cognac, passe à 5 km au nord de Segonzac.
La gare la plus proche est celle de Jarnac, desservie par des TER à destination d'Angoulême, Cognac, Saintes et Royan. Elle est desservie par la ligne de bus F opérée par Transcom qui relie Segonzac à Jarnac.

### Hameaux et lieux-dits
La commune compte de nombreux hameaux : Deux Villes et Biard à l'ouest, Chez Barraud, la Nérolle et Garancille au nord sur la D 95, Chez Richon et les Courades à l'est, le Pible, Mortefond et Voix plus au sud dans les coteaux, Puyguiller, Champagnoux, Péron Jarnac, la Brée, Mazotte au sud, et Bouchet, Recharville, la Gore un peu plus au nord-ouest, etc.
La commune compte aussi de nombreuses fermes dans cette partie particulièrement viticole du département.

### Communes limitrophes
| Gensac-la-Pallue | Bourg-Charente       | Mainxe-Gondeville        |
| Angeac-Champagne | Segonzac             | Saint-Même-les-Carrières |
| Juillac-le-Coq   | Lignières-Ambleville | Saint-Preuil             |

### Géologie et relief
La commune de Segonzac occupe la zone calcaire du Bassin aquitain, comme les trois quarts sud et ouest du département de la Charente.
Elle est plus particulièrement dans le Crétacé, qui occupe la moitié sud du département. Le Santonien occupe le centre de la commune, correspondant à la plaine de Châteaubernard, et le Campanien, calcaire plus crayeux, qui donne les paysages de Champagne, la moitié sud.
La commune est traversée par une cuesta est-ouest, située dans le Campanien, qui fait face au nord et au pied de laquelle le bourg est situé. On peut suivre cet escarpement vers l'ouest en direction de Genté, et vers l'est en direction de Bouteville, Jurignac et Villebois-Lavalette. On peut aussi en voir une butte-témoin à l'ouest du bourg (entre Deux-Villes et Biard). Cette cuesta forme la limite sud de la plaine de Cognac.
Une terrasse d'alluvions du Quaternaire recouvre la dépression santonienne au nord de la commune, entre la Nérolle et Mainxe, avec, au centre, une petite zone d'alluvions loessoïdes,,. Ces sables et galets calcaires ont été exploités pour faire le ballast de la voie ferrée Angoulême-Saintes (la Balastière).
La moitié nord du territoire communal est occupée par la plaine qui s'étend entre le sud de Cognac et Bouteville, et dont l'altitude moyenne est d'une trentaine de mètres dans la commune. La moitié sud est beaucoup plus vallonnée. Le point culminant de la commune est à une altitude de 141 m, situé à l'est en limite avec Saint-Preuil près de chez Allard. Le point le plus bas est à 19 m, situé au nord en limite de commune avec Bourg-Charente. Le bourg est à environ 55 m d'altitude.

### Hydrographie

#### Réseau hydrographique

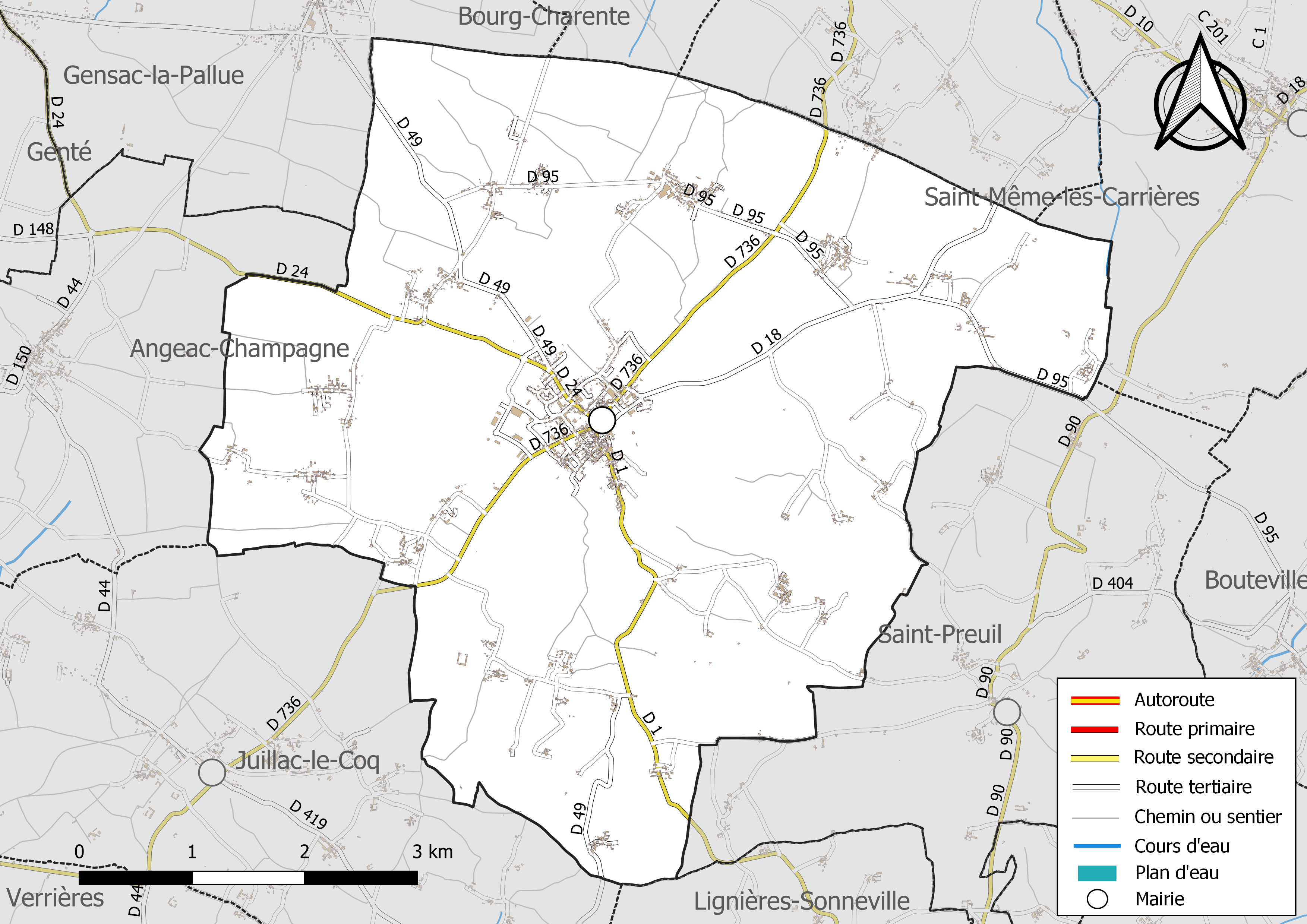
Réseaux hydrographique et routier de Segonzac.

La commune est située dans le bassin versant de la Charente au sein du Bassin Adour-Garonne. Elle est drainée par des petits cours d'eau, qui constituent un réseau hydrographique de 0 km de longueur totale,.
Aucun cours d'eau ne traverse la commune. On peut néanmoins signaler quelques sources et fontaines, en particulier celle du centre bourg de Segonzac, derrière l'église, qui fournit une eau relativement abondante.

#### Gestion des eaux
Le territoire communal est couvert par le schéma d'aménagement et de gestion des eaux (SAGE) « Charente ». Ce document de planification, dont le territoire correspond au bassin de la Charente, d'une superficie de 9 300 km2, a été approuvé le 19 novembre 2019. La structure porteuse de l'élaboration et de la mise en œuvre est l'établissement public territorial de bassin Charente. Il définit sur son territoire les objectifs généraux d’utilisation, de mise en valeur et de protection quantitative et qualitative des ressources en eau superficielle et souterraine, en respect des objectifs de qualité définis dans le troisième SDAGE  du Bassin Adour-Garonne qui couvre la période 2022-2027, approuvé le 10 mars 2022.

### Climat
Comme dans les trois quarts sud et ouest du département, le climat est océanique aquitain, et semblable à celui de la ville de Cognac où est située la station météorologique départementale.
La station météorologique de Météo-France installée sur la commune et mise en service en 1970 permet de connaître en continu l'évolution des indicateurs météorologiques. Le tableau détaillé pour la période 1981-2010 est présenté ci-après.
| Mois                                  | jan.             | fév.           | mars          | avril           | mai           | juin           | jui.         | août          | sep.          | oct.            | nov.            | déc.           | année      |
| ------------------------------------- | ---------------- | -------------- | ------------- | --------------- | ------------- | -------------- | ------------ | ------------- | ------------- | --------------- | --------------- | -------------- | ---------- |
| Température minimale moyenne (°C)     | 2,6              | 2,9            | 4,8           | 6,7             | 10,3          | 12,9           | 14,5         | 14,3          | 11,7          | 9,6             | 5,3             | 3,2            | 8,3        |
| Température moyenne (°C)              | 5,8              | 7              | 9,6           | 11,8            | 15,9          | 18,7           | 20,7         | 20,7          | 17,6          | 14,3            | 9               | 6,4            | 13,2       |
| Température maximale moyenne (°C)     | 9                | 11             | 14,4          | 16,8            | 21,4          | 24,5           | 26,8         | 27            | 23,6          | 19              | 12,7            | 9,6            | 18         |
| Record de froid (°C) date du record   | −16,5 16.01.1985 | −13 08.02.1991 | −9,9 01.03.05 | −2,8 12.04.1986 | 1 14.05.1995  | 4,3 06.06.1986 | 7,2 02.07.12 | 6 30.08.1986  | 2,8 25.09.02  | −4,8 30.10.1997 | −7,3 23.11.1988 | −10,2 29.12.05 | −16,5 1985 |
| Record de chaleur (°C) date du record | 17,8 13.01.1993  | 26,1 27.02.19  | 26,3 31.03.21 | 31,5 30.04.05   | 34,2 29.05.01 | 38,7 26.06.11  | 40 23.07.19  | 40,4 07.08.20 | 36,4 14.09.20 | 31,1 03.10.11   | 24,8 08.11.15   | 19,8 07.12.00  | 40,4 2020  |
| Précipitations (mm)                   | 74,7             | 55,4           | 56,9          | 68,3            | 67,7          | 55,6           | 57,2         | 50,8          | 63,4          | 89,2            | 90,8            | 93,4           | 823,4      |

## Urbanisme

### Typologie
Au 1er janvier 2024, Segonzac est catégorisée commune rurale à habitat dispersé, selon la nouvelle grille communale de densité à 7 niveaux définie par l'Insee en 2022.
Elle est située hors unité urbaine et hors attraction des villes,.

### Occupation des sols
L'occupation des sols de la commune, telle qu'elle ressort de la base de données européenne d’occupation biophysique des sols Corine Land Cover (CLC), est marquée par l'importance des territoires agricoles (93,5 % en 2018), une proportion sensiblement équivalente à celle de 1990 (94,1 %). La répartition détaillée en 2018 est la suivante : 
cultures permanentes (66,2 %), zones agricoles hétérogènes (23,2 %), terres arables (4,1 %), zones urbanisées (3,1 %), forêts (2,1 %), milieux à végétation arbustive et/ou herbacée (1,3 %). L'évolution de l’occupation des sols de la commune et de ses infrastructures peut être observée sur les différentes représentations cartographiques du territoire : la carte de Cassini (XVIIIe siècle), la carte d'état-major (1820-1866) et les cartes ou photos aériennes de l'IGN pour la période actuelle (1950 à aujourd'hui).

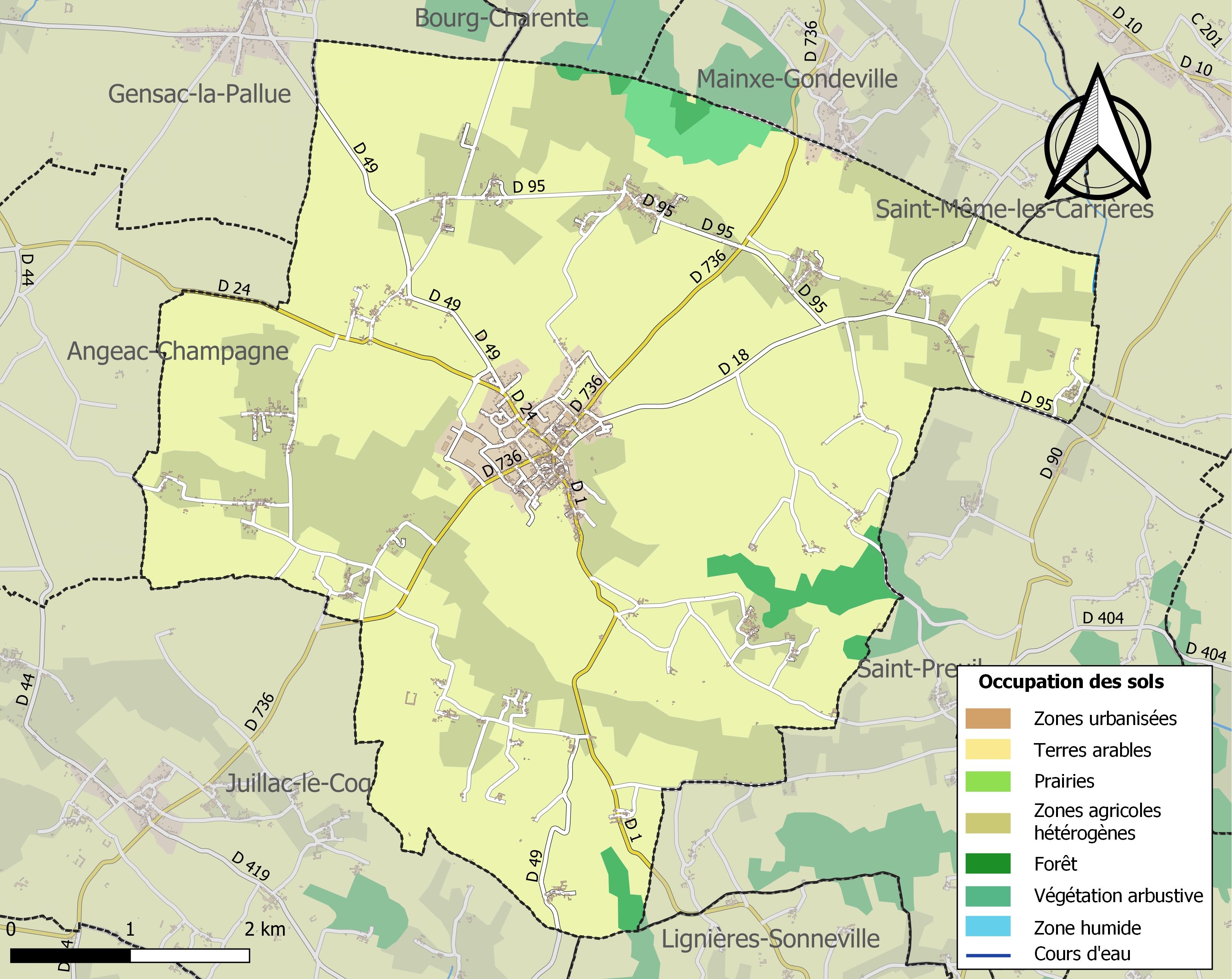
Carte des infrastructures et de l'occupation des sols de la commune en 2018 (CLC).

### Risques majeurs
Le territoire de la commune de Segonzac est vulnérable à différents aléas naturels : météorologiques (tempête, orage, neige, grand froid, canicule ou sécheresse) et séisme (sismicité modérée). Il est également exposé à un risque technologique, le transport de matières dangereuses. Un site publié par le BRGM permet d'évaluer simplement et rapidement les risques d'un bien localisé soit par son adresse soit par le numéro de sa parcelle.

#### Risques naturels

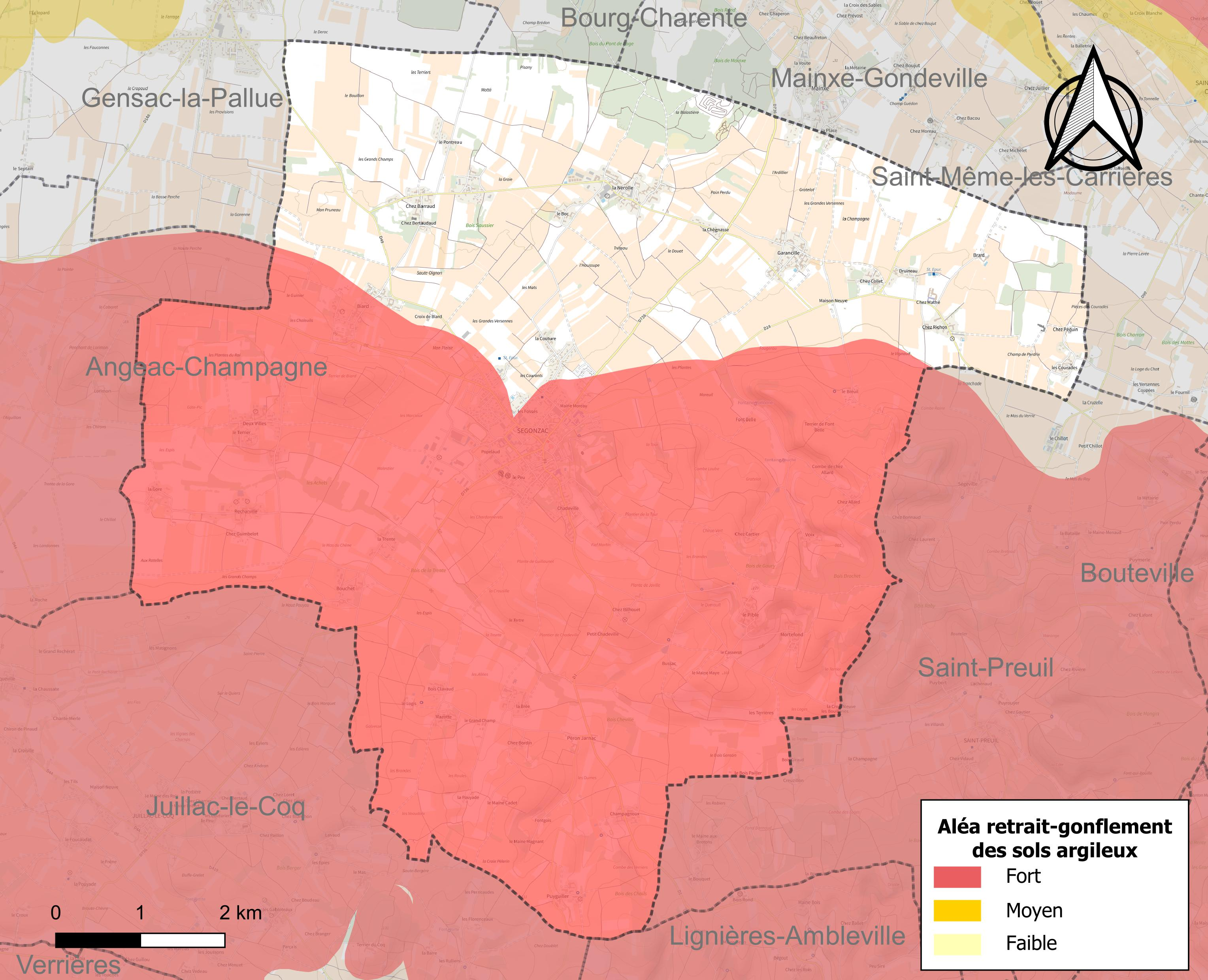
Carte des zones d'aléa retrait-gonflement des sols argileux de Segonzac.

Le retrait-gonflement des sols argileux est susceptible d'engendrer des dommages importants aux bâtiments en cas d’alternance de périodes de sécheresse et de pluie. 62,2 % de la superficie communale est en aléa moyen ou fort (67,4 % au niveau départemental et 48,5 % au niveau national). Sur les 1 054 bâtiments dénombrés sur la commune en 2019, 771 sont en aléa moyen ou fort, soit 73 %, à comparer aux 81 % au niveau départemental et 54 % au niveau national. Une cartographie de l'exposition du territoire national au retrait gonflement des sols argileux est disponible sur le site du BRGM,.
Par ailleurs, afin de mieux appréhender le risque d’affaissement de terrain, l'inventaire national des cavités souterraines permet de localiser celles situées sur la commune.
La commune a été reconnue en état de catastrophe naturelle au titre des dommages causés par les inondations et coulées de boue survenues en 1982, 1986, 1992, 1993, 1999 et 2003. Concernant les mouvements de terrains, la commune a été reconnue en état de catastrophe naturelle au titre des dommages causés par la sécheresse en 2005 et par des mouvements de terrain en 1999.

#### Risques technologiques
Le risque de transport de matières dangereuses sur la commune est lié à sa traversée par une ou des infrastructures routières ou ferroviaires importantes ou la présence d'une canalisation de transport d'hydrocarbures. Un accident se produisant sur de telles infrastructures est susceptible d’avoir des effets graves sur les biens, les personnes ou l'environnement, selon la nature du matériau transporté. Des dispositions d’urbanisme peuvent être préconisées en conséquence.

## Toponymie
Le nom est attesté par la forme ancienne Secundiacum en 1097.
L'origine du nom de Segonzac remonterait à un nom de personne gallo-romain Secundius auquel est apposé le suffixe -acum, ce qui correspondrait à Secundiacum, « domaine de Secundius »,.

## Histoire
L'archéologie aérienne a mis en évidence en 1989, au Terrier de Font Belle, un éperon barré du Néolithique. Des fouilles d'un village de la fin du Néolithique jusqu'à l'âge du bronze (3000 à 1900 av. J.-C. sont entreprises en 2019. De nombreux autres vestiges protohistoriques ont aussi été révélés par l'archéologie aérienne, ainsi que des sites à tegulae (le Breuil, les Plantes du Roi, les Terres de Font-Belle avec une villa du IIe siècle), témoignant d'une occupation gallo-romaine.
La commune est en effet bordée au nord par le chemin Boisné, ancienne voie romaine de Saintes à Périgueux.
Au Moyen Âge, Segonzac était une dépendance de la châtellenie de Bouteville, et faisait donc partie des domaines des comtes d'Angoulême. Elle n'avait ni château ni logis.
Un souterrain-refuge au lieu-dit Chez Voix a été utilisé.
Segonzac fut un des premiers centres du protestantisme en Angoumois. Son église réformée fut constituée en 1558, en même temps que celle de Cognac. Après la bataille de Jarnac, une compagnie protestante, commandée par Montgomery, y fut défaite par les troupes du comte de Brissac.
Après la Révocation de l'édit de Nantes, le temple protestant de Segonzac fut rasé, et, comme les protestants continuaient à s'y réunir clandestinement, un détachement de dragons (auteurs des dragonnades contre les protestants) vint en 1711 établir ses quartiers d'hiver à Segonzac.
Les registres de l'état civil conservés à Segonzac remontent à 1636.
Dans le sud de la commune, le logis de Mazotte était autrefois le siège d'une seigneurie que, par lettres patentes du 27 décembre 1365, le roi de Navarre, Charles II, comte d'Angoulême, avait donnée à Hugues des Moustiers pour bons et loyaux services. Le domaine passa ensuite entre les mains de plusieurs familles : Foucaut de Pons, de Lousme, seigneur d'Ardenne; en 1495, Hélix de Saint-Martin, puis Green de Saint-Marsault.
Pendant la première moitié du XXe siècle, la commune était desservie par la petite ligne ferroviaire d'intérêt local à voie métrique des Chemins de fer économiques des Charentes allant de Saint-Angeau à Segonzac, et qui passait par Mansle, Rouillac et Jarnac. Contournant la commune à l'ouest, elle était prolongée au sud vers Saint-Fort-sur-le-Né où la jonction avec le réseau de Charente-Maritime par était assurée.
À cette époque, des foires se tenaient le premier dimanche de chaque mois.

## Politique et administration

### Liste des maires
| Période                                  | Période                    | Identité                  | Étiquette          | Qualité |
| ---------------------------------------- | -------------------------- | ------------------------- | ------------------ | --- |
| Les données manquantes sont à compléter. |                            |                           |                    | |
| 1848                                     | 1851                       | Auguste Bascle            |                    | |
| 1851                                     | 1851                       | Émile Borde               |                    | |
| 1851                                     | 1859                       | Daniel Guérin             |                    | |
| 1859                                     | 1868                       | Émile Borde               |                    | |
| 1868                                     | 1878                       | Jean Lacroix              |                    | |
| 1878                                     | 1887                       | Félix Dumay               | Droite monarchiste | Médecin Conseiller d'arrondissement (1883 → 1898) |
| 1887                                     | 1893                       | Joseph Quillet            |                    | |
| 1893                                     | 1919                       | Pierre-Aimé Richard       | Droite             | Négociant Conseiller d'arrondissement (1898 → 1919) |
| 1919                                     | 1941                       | Pierre Frapin             |                    | |
| 1941                                     | 1943                       | Abel Ferrand              |                    | |
| 1943                                     | 1944                       | Robert Bonnaud            |                    | Médecin |
| 1944                                     | octobre 1947               | Raoul Viatgé              |                    | |
| octobre 1947                             | mars 1971                  | Robert Bonnaud            | DVG                | Médecin Conseiller général de Segonzac (1953 → 1973) |
| mars 1971                                | mars 1977                  | Jean Guérin               |                    | Notaire |
| mars 1977                                | juin 1995                  | Paul Hosteing (1922-2003) | DVD                | |
| juin 1995                                | mars 2008                  | Gérard Raby               | DVD                | Viticulteur |
| mars 2008                                | mai 2020                   | Véronique Marendat        | UDI (NC)           | Professeure d'économie et gestion Conseillère régionale de Poitou-Charentes (2010 → 2015) Conseillère régionale de Nouvelle-Aquitaine (2015 → 2021) 1re vice-présidente de la CA du Grand Cognac (2017 → 2020) |
| mai 2020                                 | septembre 2021 (démission) | Jérôme Froin              | SE                 | Viticulteur retraité Conseiller délégué de la CA du Grand Cognac (2020 → 2021) |
| septembre 2021                           | février 2024               | Michel Schaffter          | SE                 | Retraité de l'Armée |
| février 2024                             | En cours                   | Laurent Georges           | SE                 | Directeur d'auto-école Élu à la suite d'une élection municipale partielle |

### Label «cittaslow»
Segonzac est la première commune française à obtenir le label « Cittaslow » le 8 mai 2010. Les actions portent sur le « bien-vivre », le respect de l'autre et de l'environnement : aménagement d'un petit parc public, ruelles devenues piétonnes et cyclistes, choix de plantes limitant les besoins en eau dans les espaces verts publics, vie locale renforcée (équipements publics, associations, maison de retraite HQE...).

### Politique environnementale
Dans son palmarès 2024, le Conseil national de villes et villages fleuris de France a attribué deux fleurs à la commune.

## Démographie

### Évolution démographique
L'évolution du nombre d'habitants est connue à travers les recensements de la population effectués dans la commune depuis 1793. Pour les communes de moins de 10 000 habitants, une enquête de recensement portant sur toute la population est réalisée tous les cinq ans, les populations de référence des années intermédiaires étant quant à elles estimées par interpolation ou extrapolation. Pour la commune, le premier recensement exhaustif entrant dans le cadre du nouveau dispositif a été réalisé en 2004.

En 2022, la commune comptait 2 093 habitants, en évolution de −0,57 % par rapport à 2016 (Charente : −0,48 %, France hors Mayotte : +2,11 %).
| 1793  | 1800  | 1806  | 1821  | 1831  | 1841  | 1846  | 1851  | 1856  |
| ----- | ----- | ----- | ----- | ----- | ----- | ----- | ----- | ----- |
| 2 550 | 2 549 | 2 453 | 2 500 | 2 602 | 2 620 | 2 670 | 2 600 | 2 784 |

| 1861  | 1866  | 1872  | 1876  | 1881  | 1886  | 1891  | 1896  | 1901  |
| ----- | ----- | ----- | ----- | ----- | ----- | ----- | ----- | ----- |
| 2 965 | 2 977 | 2 880 | 2 809 | 2 570 | 2 384 | 2 165 | 2 124 | 2 122 |

| 1906  | 1911  | 1921  | 1926  | 1931  | 1936  | 1946  | 1954  | 1962  |
| ----- | ----- | ----- | ----- | ----- | ----- | ----- | ----- | ----- |
| 2 273 | 2 286 | 2 028 | 2 056 | 2 099 | 2 090 | 2 003 | 2 130 | 2 253 |

| 1968  | 1975  | 1982  | 1990  | 1999  | 2004  | 2006  | 2009  | 2014  |
| ----- | ----- | ----- | ----- | ----- | ----- | ----- | ----- | ----- |
| 2 182 | 2 230 | 2 212 | 2 176 | 2 297 | 2 197 | 2 173 | 2 146 | 2 108 |

| 2019  | 2022  | - | - | - | - | - | - | - |
| ----- | ----- | - | - | - | - | - | - | - |
| 2 074 | 2 093 | - | - | - | - | - | - | - |

### Pyramide des âges
La population de la commune est relativement âgée.
En 2018, le taux de personnes d'un âge inférieur à 30 ans s'élève à 28,6 %, soit en dessous de la moyenne départementale (30,2 %). À l'inverse, le taux de personnes d'âge supérieur à 60 ans est de 34,5 % la même année, alors qu'il est de 32,3 % au niveau départemental.
En 2018, la commune comptait 993 hommes pour 1 089 femmes, soit un taux de 52,31 % de femmes, légèrement supérieur au taux départemental (51,59 %).
Les pyramides des âges de la commune et du département s'établissent comme suit.
| Hommes | Classe d’âge | Femmes |
| ------ | ------------ | ------ |
| 0,9    | 90 ou +      | 3,5    |
| 9,8    | 75-89 ans    | 11,8   |
| 20,9   | 60-74 ans    | 21,6   |
| 22,3   | 45-59 ans    | 21,1   |
| 15,0   | 30-44 ans    | 15,4   |
| 14,2   | 15-29 ans    | 12,7   |
| 16,8   | 0-14 ans     | 13,8   |

| Hommes | Classe d’âge | Femmes |
| ------ | ------------ | ------ |
| 1      | 90 ou +      | 2,7    |
| 9,2    | 75-89 ans    | 12     |
| 20,6   | 60-74 ans    | 21,3   |
| 20,7   | 45-59 ans    | 20,3   |
| 16,8   | 30-44 ans    | 16     |
| 15,6   | 15-29 ans    | 13,4   |
| 16,1   | 0-14 ans     | 14,3   |

## Économie

### Agriculture
La viticulture est l'activité principale de la commune. Segonzac est la capitale de la Grande Champagne, premier cru du cognac.
De petits producteurs de cognac, de pineau des Charentes et de vin de pays sont installés dans la commune.

## Équipements, services et vie locale

### Enseignement

#### Cycle scolaire
Segonzac possède une école élémentaire, l'école des Millevignes, qui comprend quatre classes, ainsi qu'une école maternelle, les Tilleuls argentés.

##### Collége Font-Belle[45]
Le collège d'enseignement secondaire Font-Belle regroupe environ 310 élèves de la 6e à la 3e répartis dans 13 classes.
Depuis l'année 2023/2024, ce collège accueille un chien médiateur dans son équipe éducative.
Le collège est derservi par la ligne F du Réseau Transcom, ainsi par des lignes de transports scolaires, géré par le Grand Cognac

#### Université des eaux de vie
Segonzac abrite l'Université Internationale des Eaux de Vie et Boissons Spiritueuses.
Le diplôme est un master en droit, gestion et commerce des eaux-de-vie et boissons spiritueuses, qui s’adresse à des étudiants d’un niveau bac+4 et fortement motivés par la filière, mais également à des professionnels dans le cadre de la formation continue.
Il est délivré par les universités de Poitiers et de Paris V et dispensé sur le site de Segonzac. Ces étudiants peuvent également coupler avec un master professionnel en commerce international, de l'IAE de Poitiers.
Accessoirement, cela fait de Segonzac la plus petite cité universitaire de France.

### Commerces
On peut y trouver, un Intermarché Contact, un restaurant à l'enseigne Gueuleton, une agence de la Caisse d'épargne, du Crédit agricole, de la Mutuelle de Poitiers Assurances, ainsi que d'autres commerces, et un distributeur à pizza.

## Lieux et monuments

### Patrimoine religieux

#### Église Saint-Pierre
Du XIIe au XVe siècle, l'église Saint-Pierre-es-Liens de Segonzac faisait partie de l'ancien diocèse de Saintes ; elle a été détruite en grande partie en 1562 et n'a conservé d'ancien que son chœur, son clocher de façade et son bas-côté sud. Tout l'intérieur a été refait de 1865 à 1868. Elle présente, à l'ouest, un porche sous berceau, comprenant une sorte de couloir d'entrée, accompagné, au nord, d'un baptistère.
Le chœur, du milieu du XVIe siècle est voûté d'ogives; la clef porte les armes des Valois d'Orléans; une baie à quatre meneaux et réseau flamboyant à l'est, et une baie simple en lancette sur les autres côtés l'éclairent. Une tribune du XIIe siècle existe au-dessus du porche, de la largeur de la nef ; à l'origine cette tribune s'étendait sur les bas-côtés qui se prolongeaient sur l'alignement du porche.
Sur la façade, établie en avancée et de la largeur du porche, ouvre la porte à trois rouleaux, formés de boudins et de cavets, sur colonnes, aux chapiteaux à feuillages et rinceaux, entourés d'un cordon chargé de festons. Au-dessus, est le clocher carré, présentant à l'ouest une frise feuillagée, une corniche et une arcature aveugle, reçue par sept colonnes à chapiteaux. En retrait, existent deux étages ornés de cinq colonnes sur les angles et de deux intermédiaires, montant jusqu'au sommet. Le premier est percé, sur chaque face, de deux arcs en plein cintre. Le second étage est ouvert de deux baies en tiers-point, sur colonnes. Une flèche conique termine le clocher.
Elle est classée monument historique depuis 1932.

Église Saint-Pierre
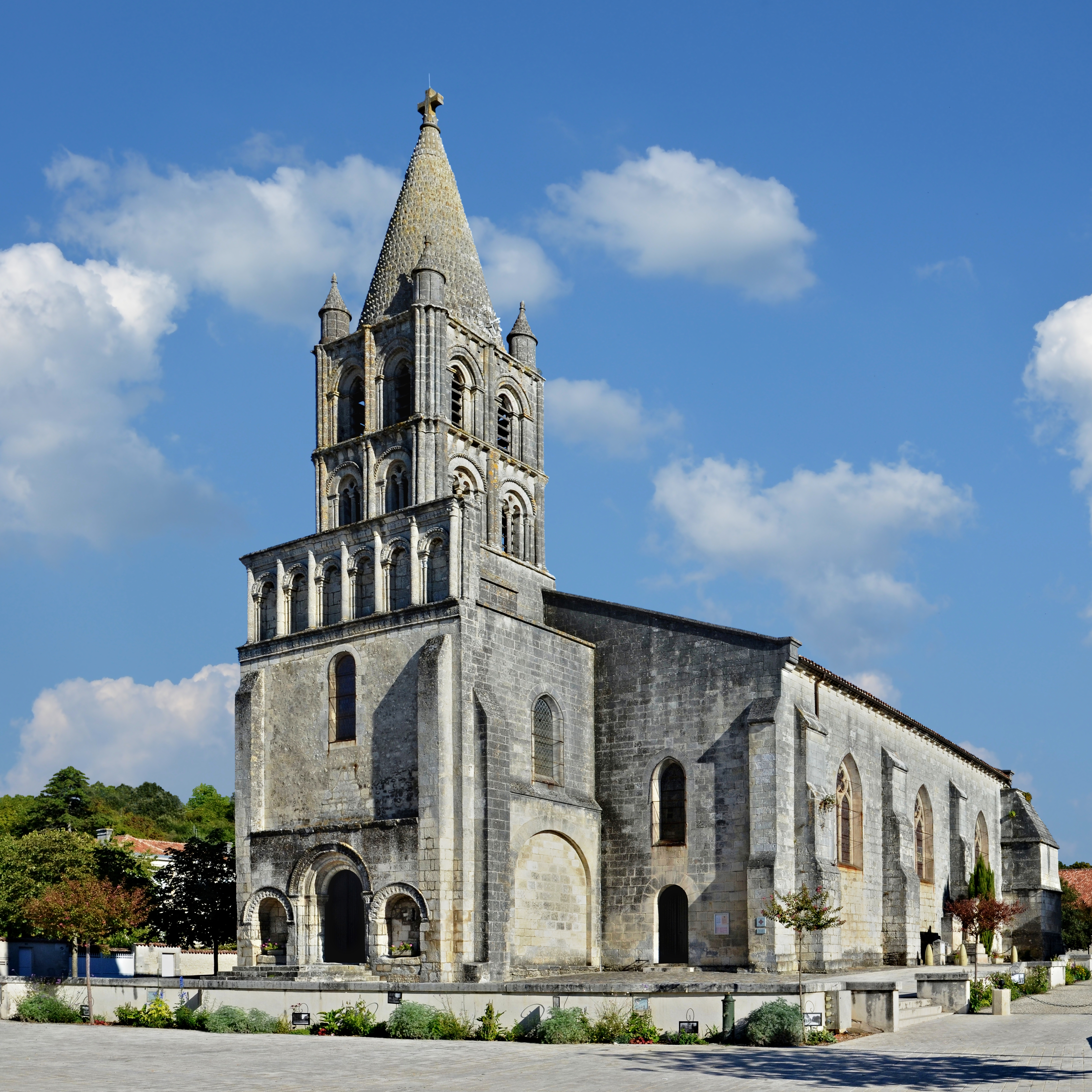
Vue extérieure et clocher-porche.
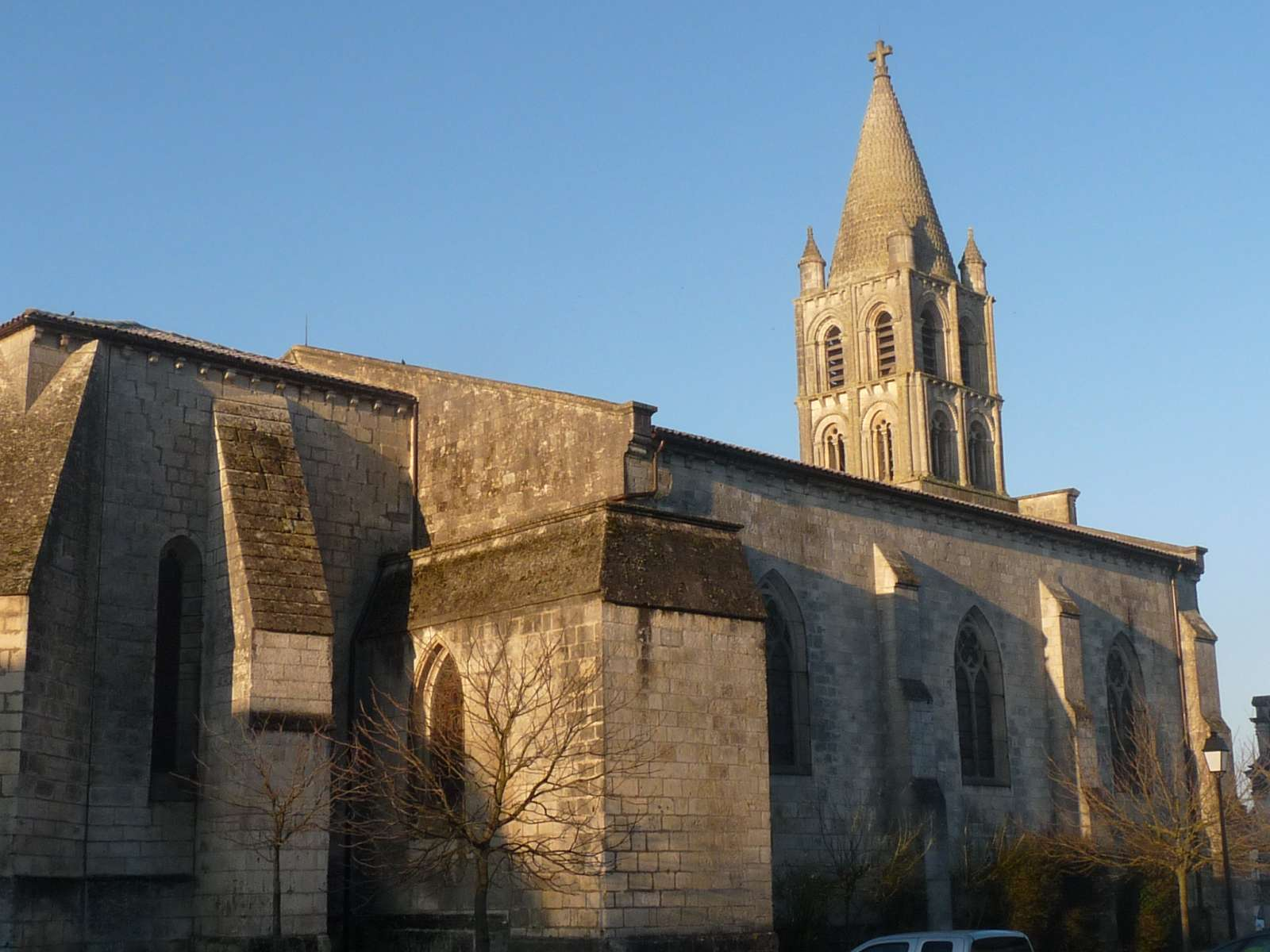
Vue latérale.
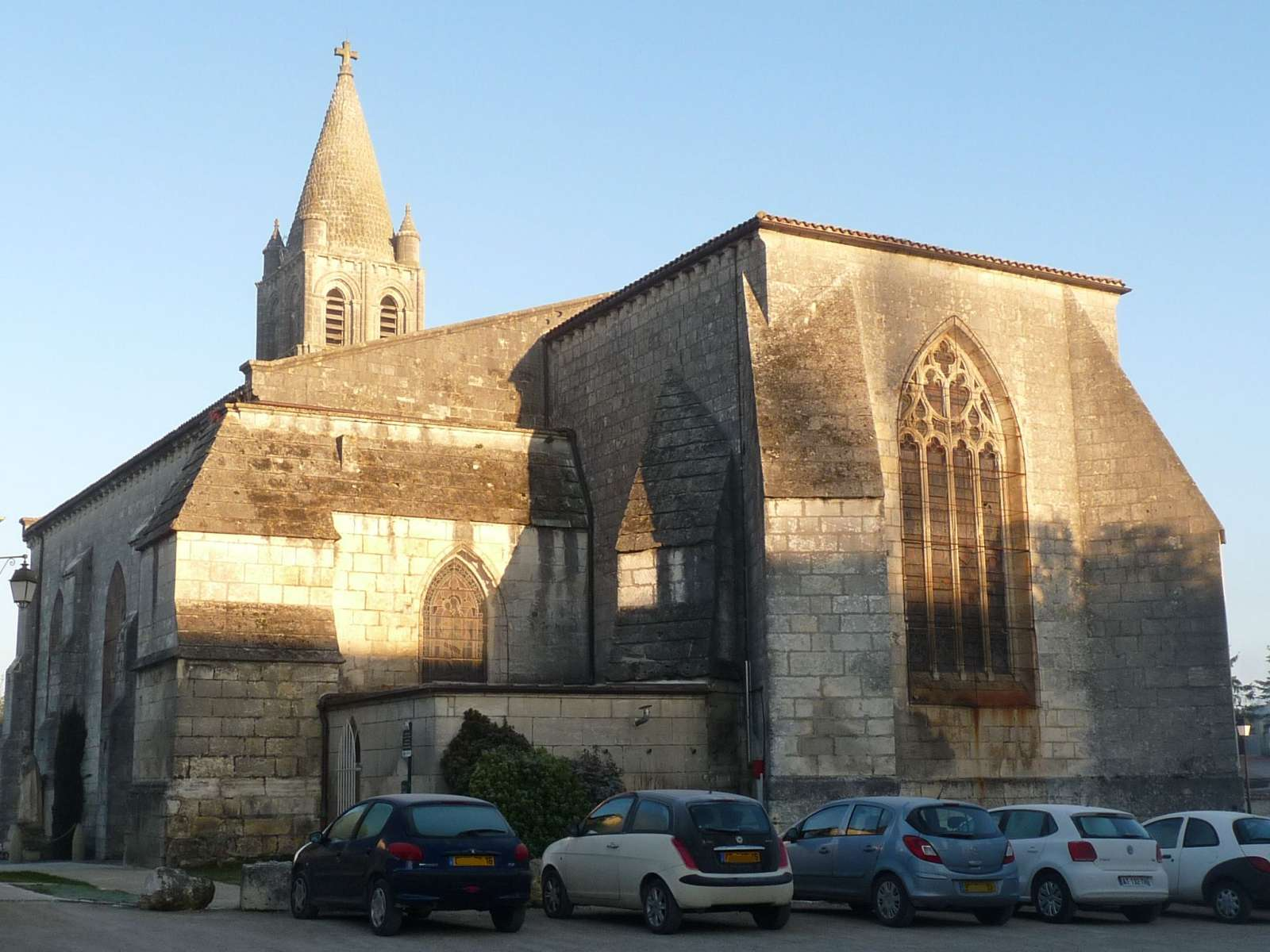
L'arrière.
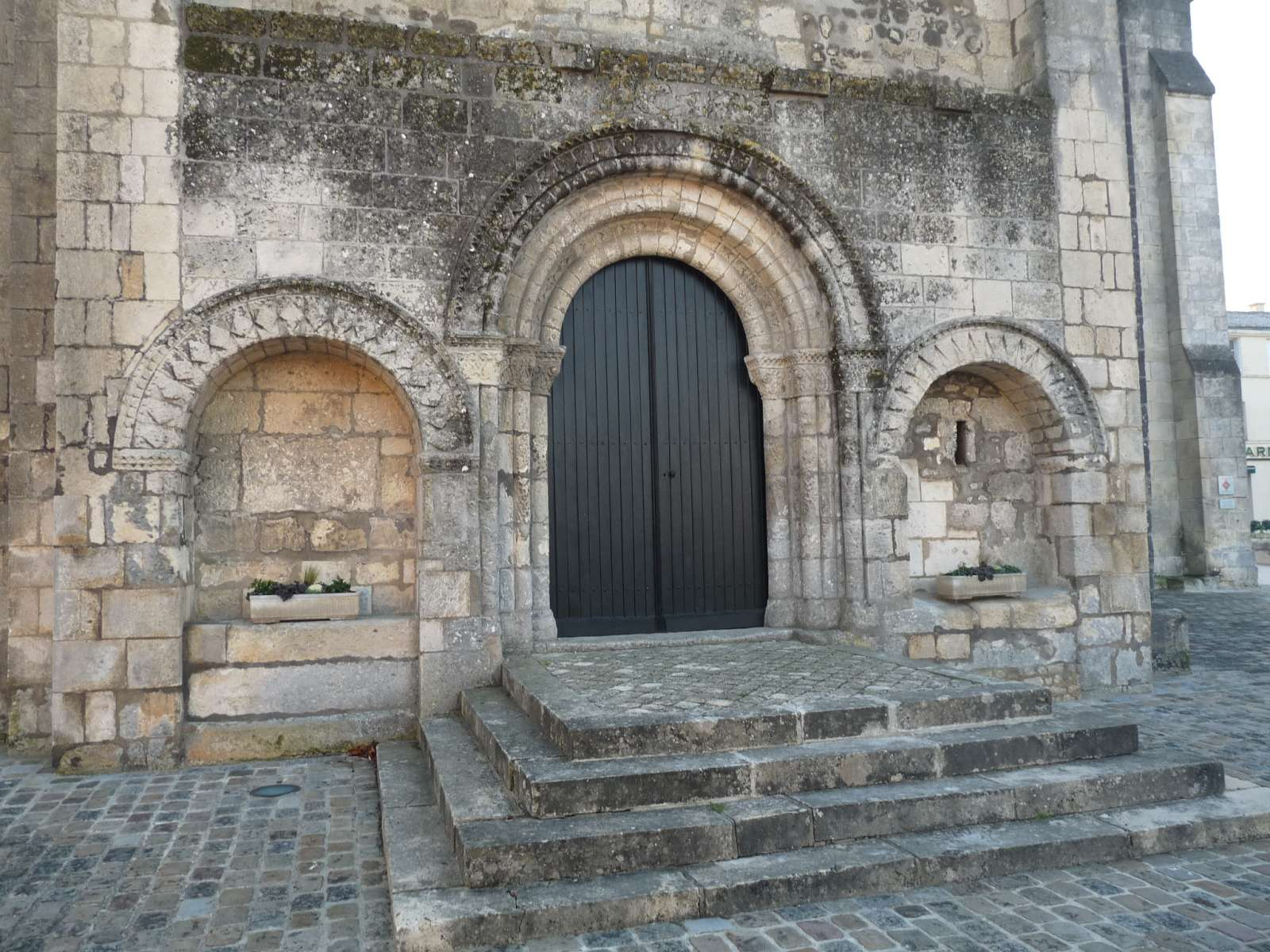
L'entrée.
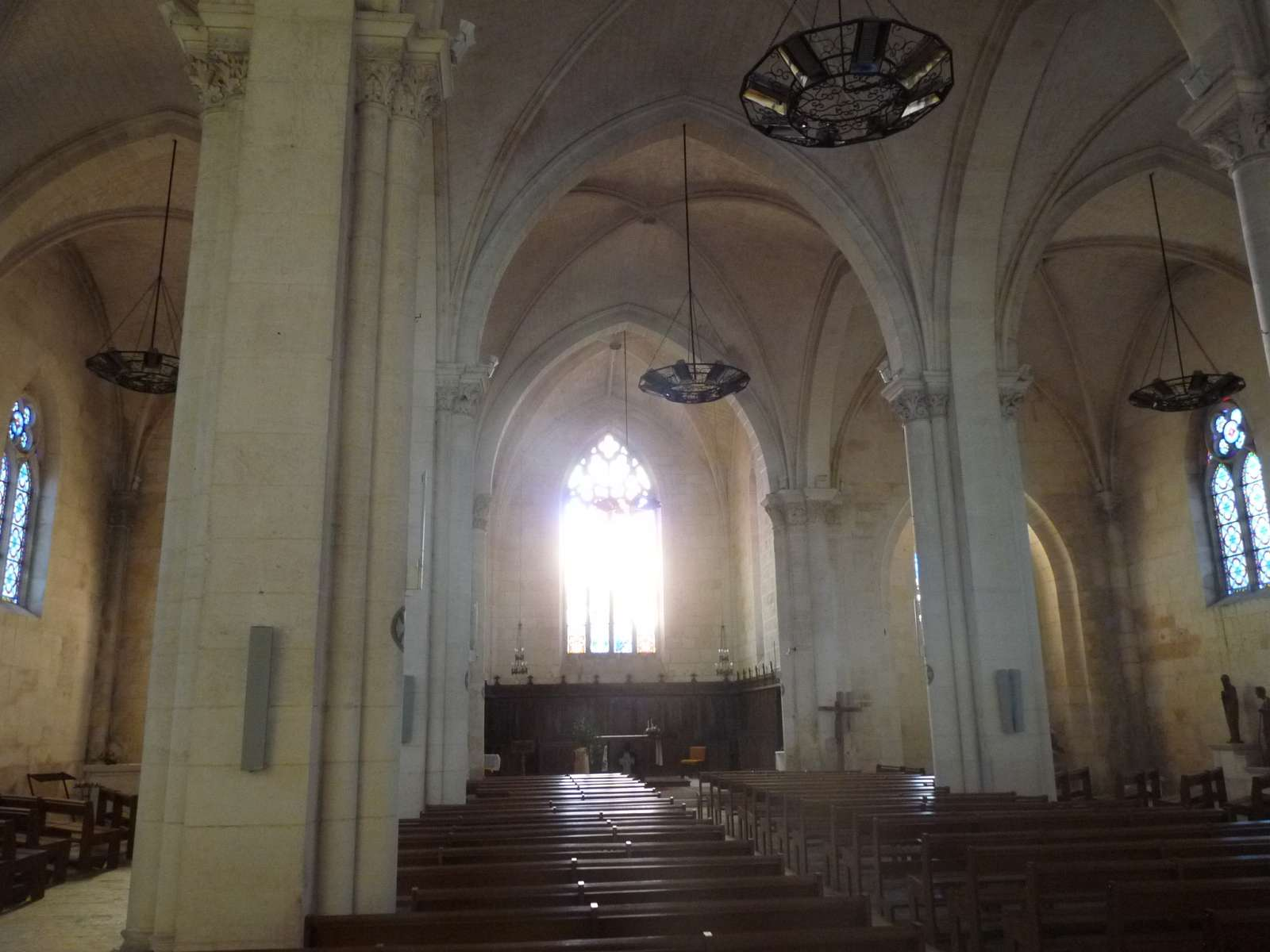
L'intérieur.
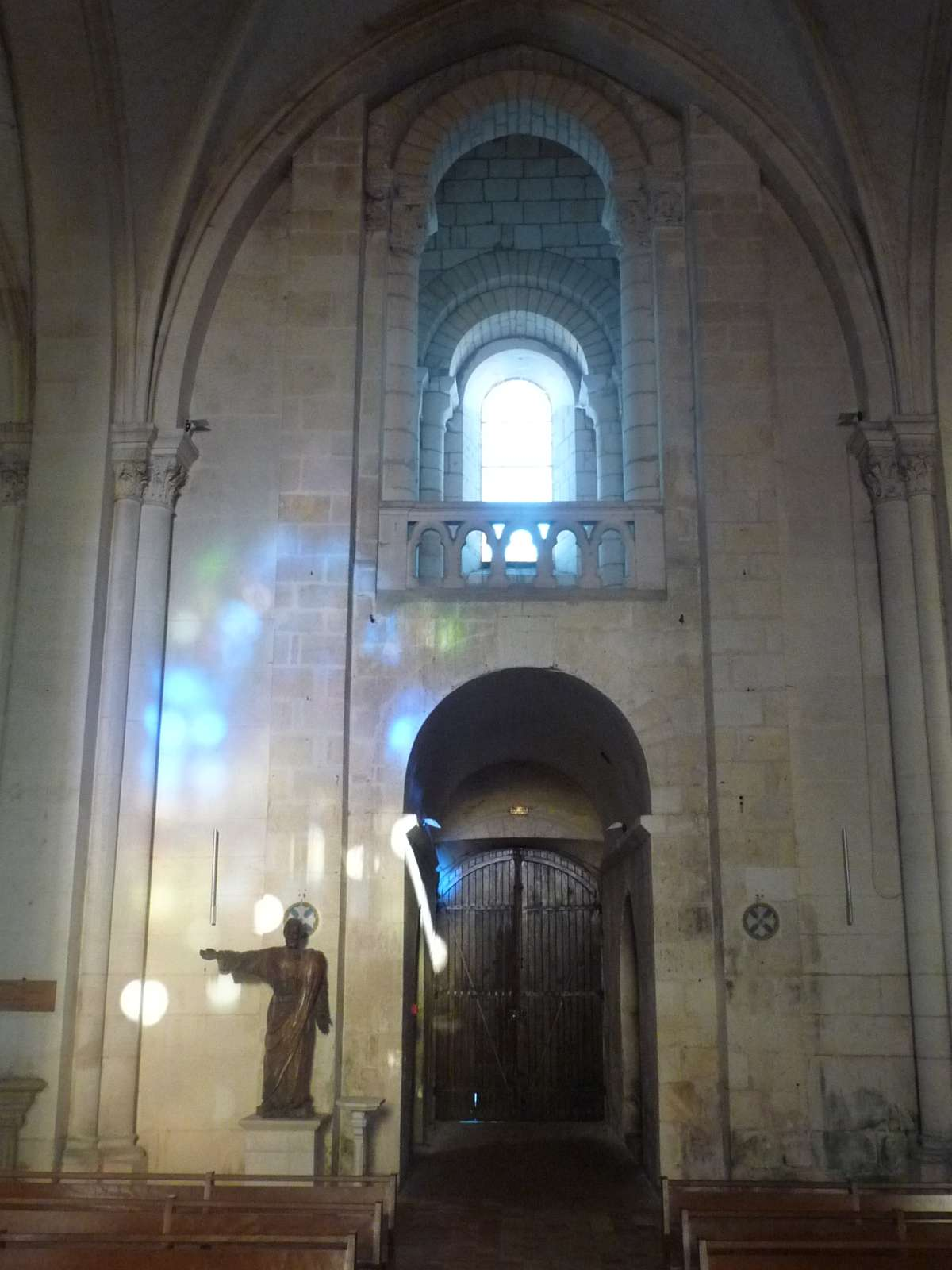
La galerie du clocher.
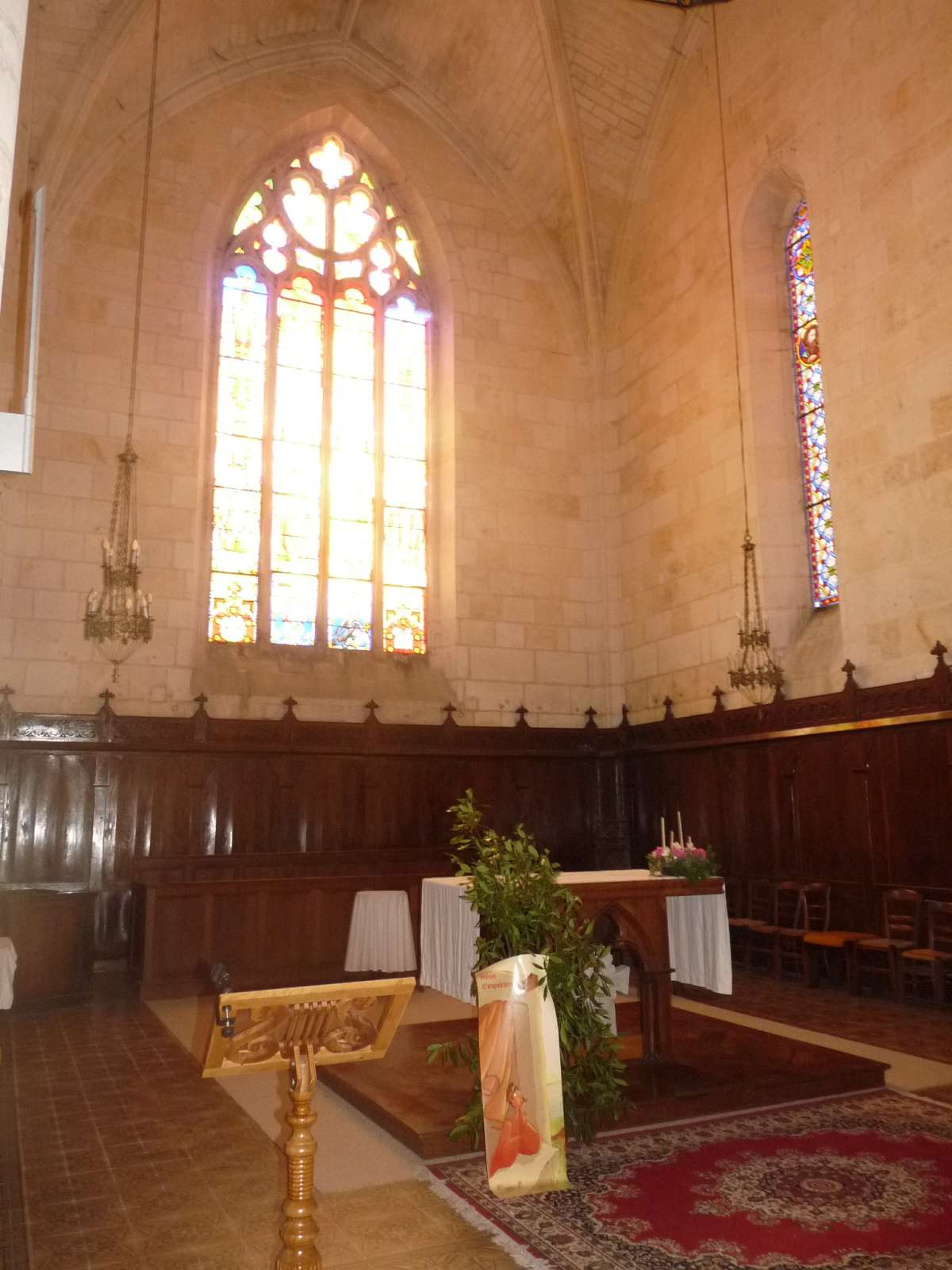
Le chœur.
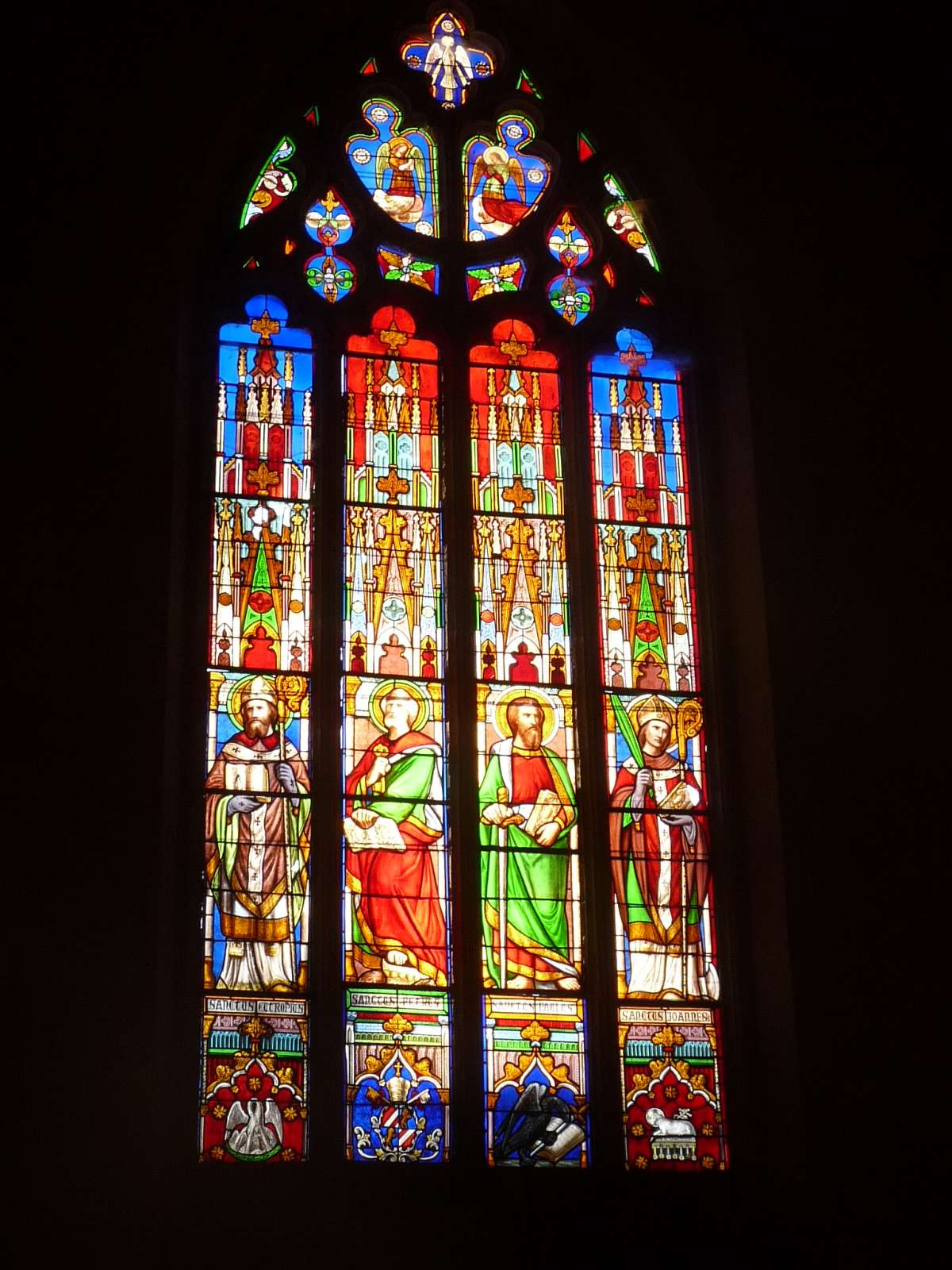
Vitrail du chœur.

#### Le temple
Le temple protestant de Segonzac succède à deux temples antérieurs, et a été construit en 1864 par l'architecte cognaçais Deménieux. Il est un des plus imposants de la région. Son fronton et son décor intérieur sont remarquables. Sur le fronton est écrit un verset de l'évangile selon Matthieu : « Les cieux et la Terre passeront, mes paroles ne passeront pas ». Il est inscrit aux monuments historiques depuis 1998.

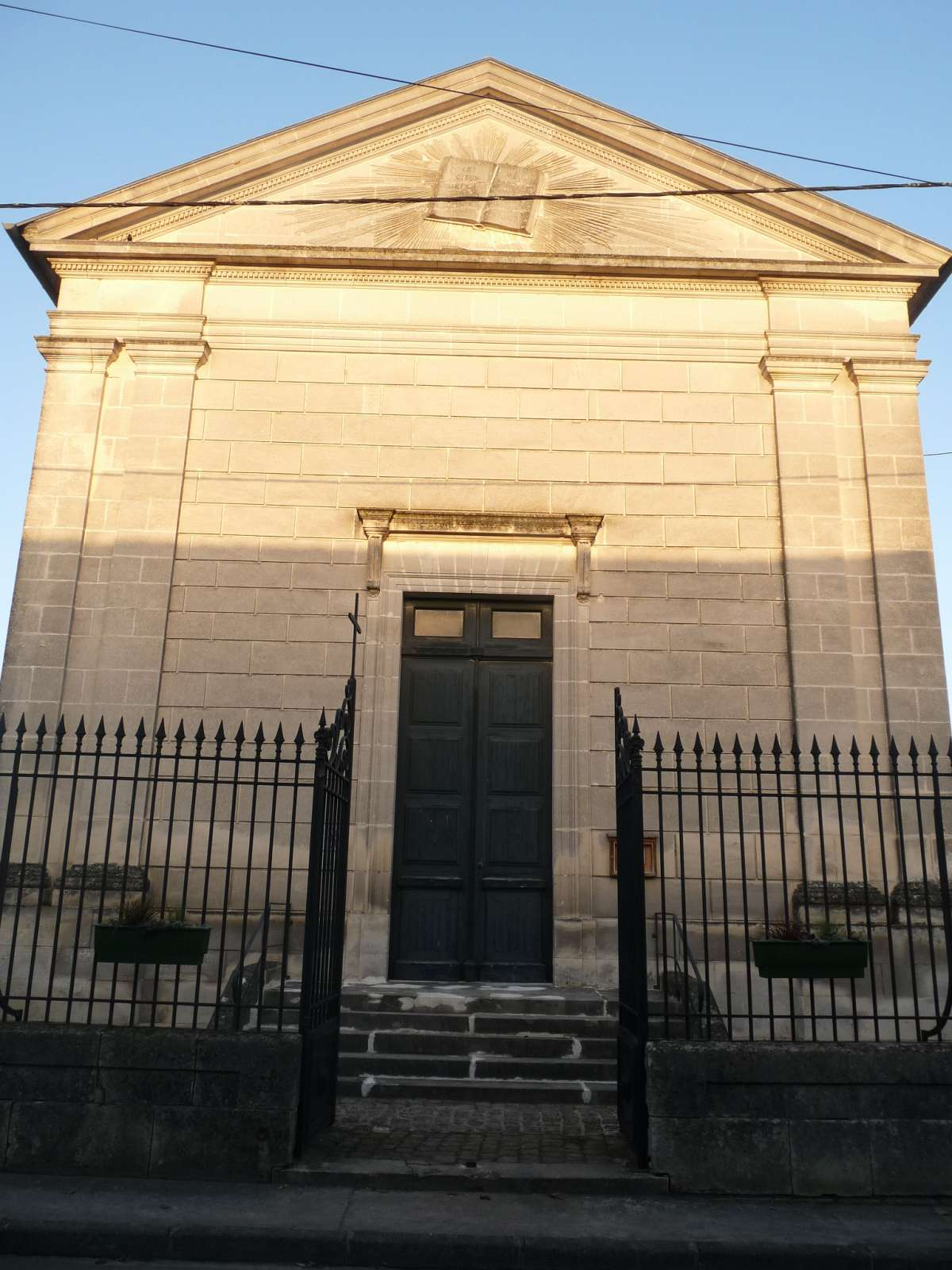
La façade.
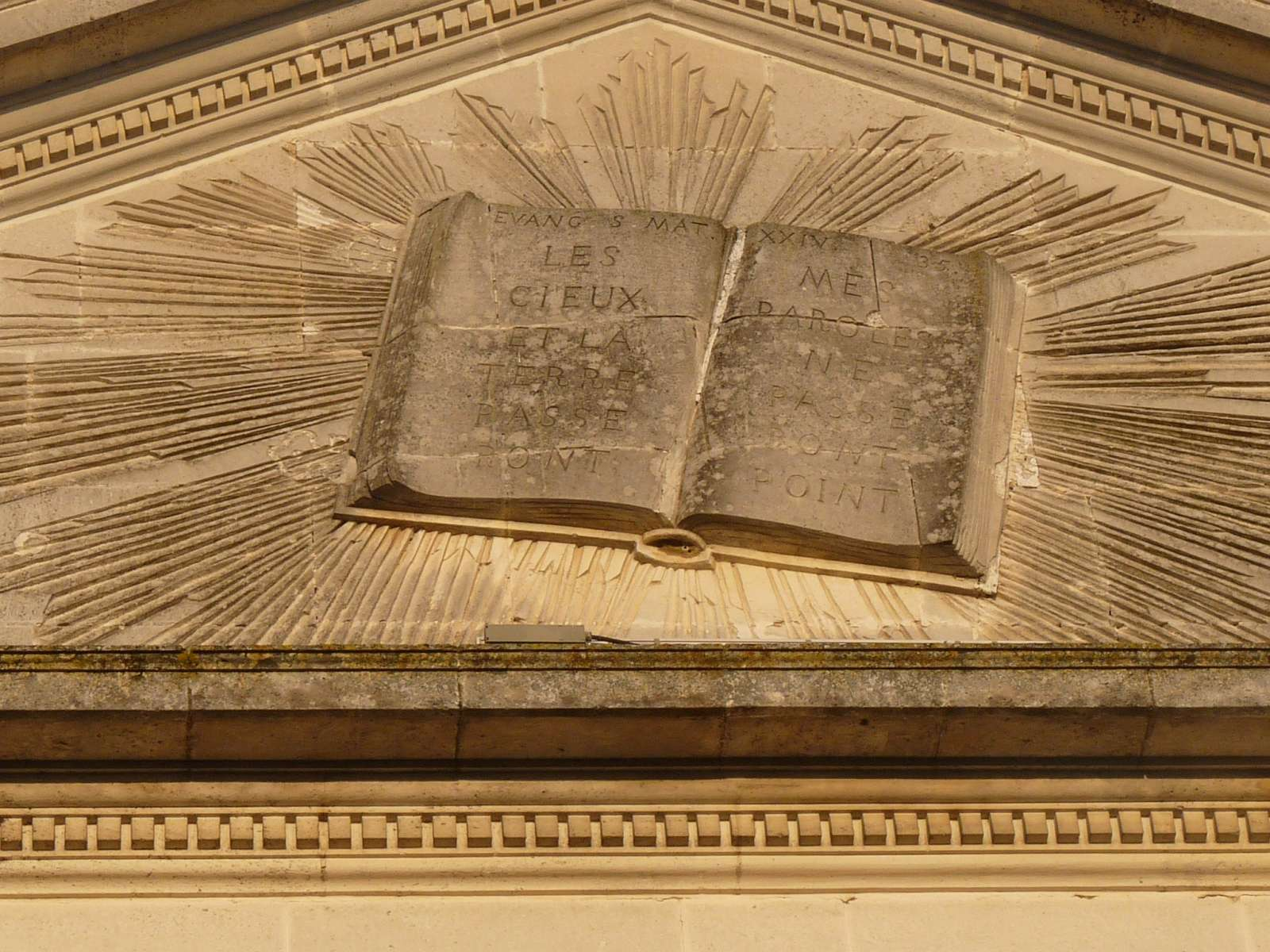
Haut du fronton.

### Patrimoine civil

#### Les Courades
La maison forte des Courades dit Château de la famille Philibert avec son entrée qui comporte encore l'emplacement de la herse, les meurtrières et les consoles de l'ancien chemin de ronde, daterait du XVe siècle. Le logis qui a été remanié XVIIe siècle présente encore des baies en plein-cintre et une en arc trilobé.

#### Lavoir
Derrière l'église est situé un lavoir alimenté par une importante fontaine. Il a été construit entre 1812 et 1849.

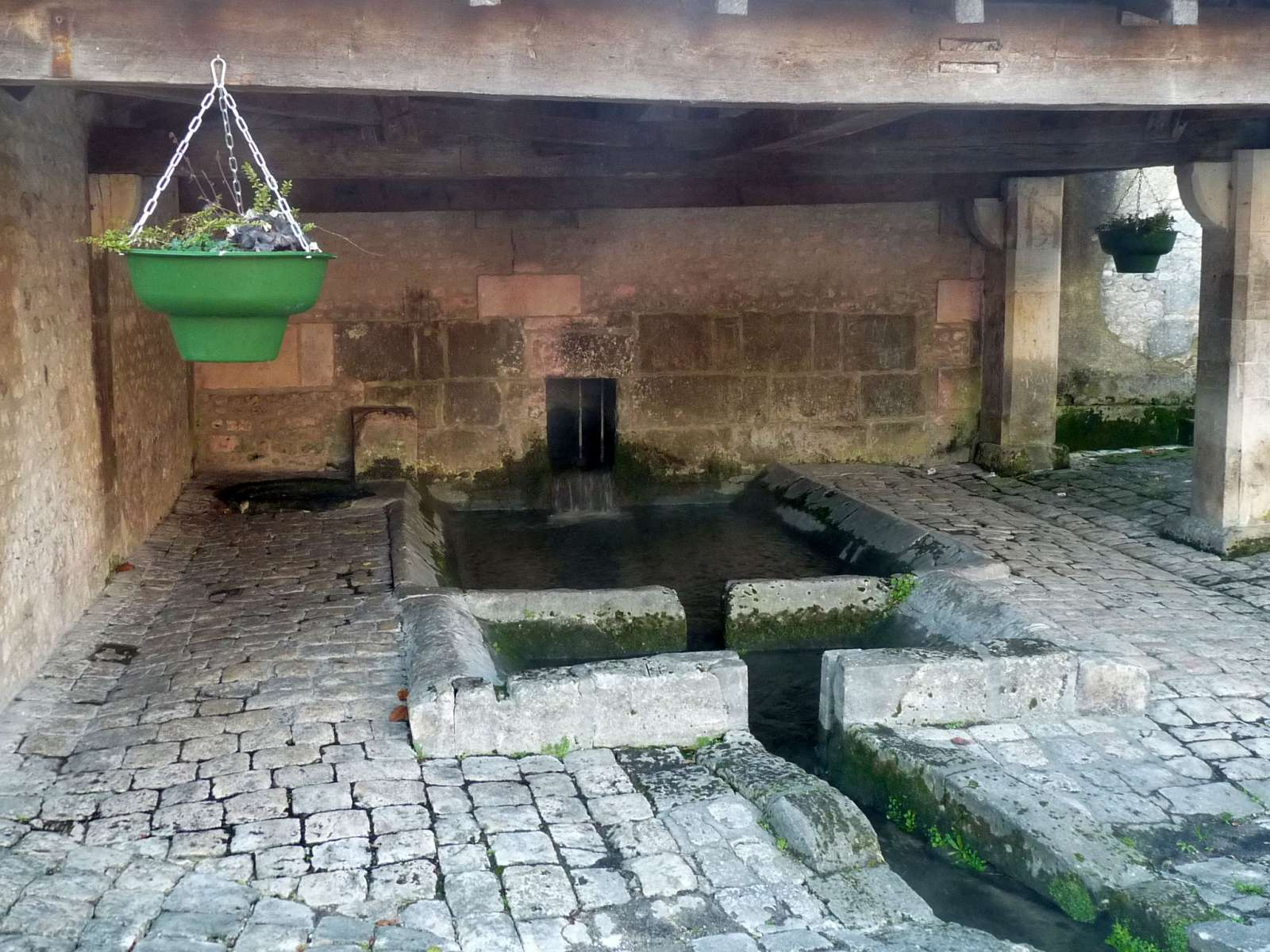
Le lavoir.
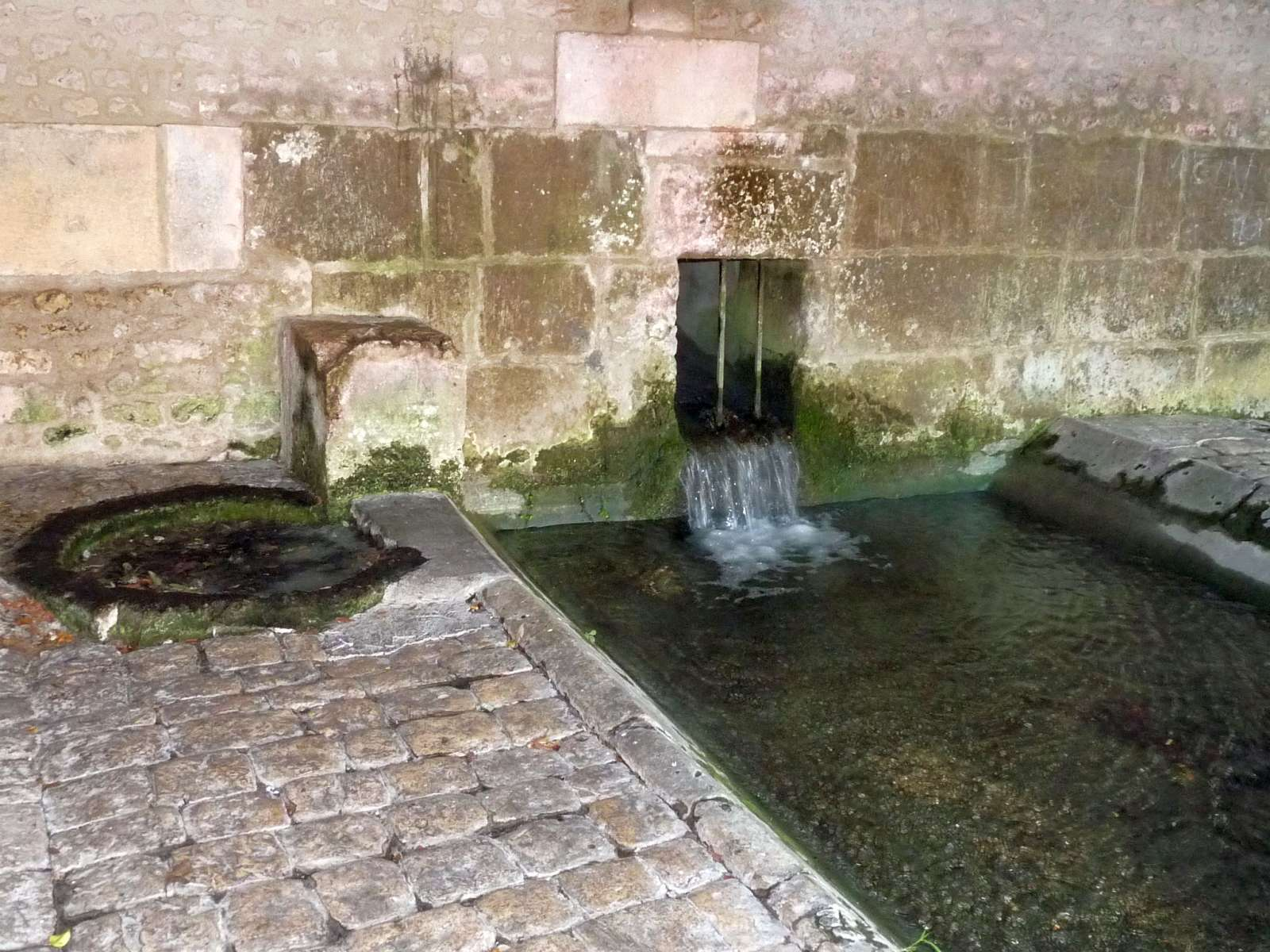
La fontaine.
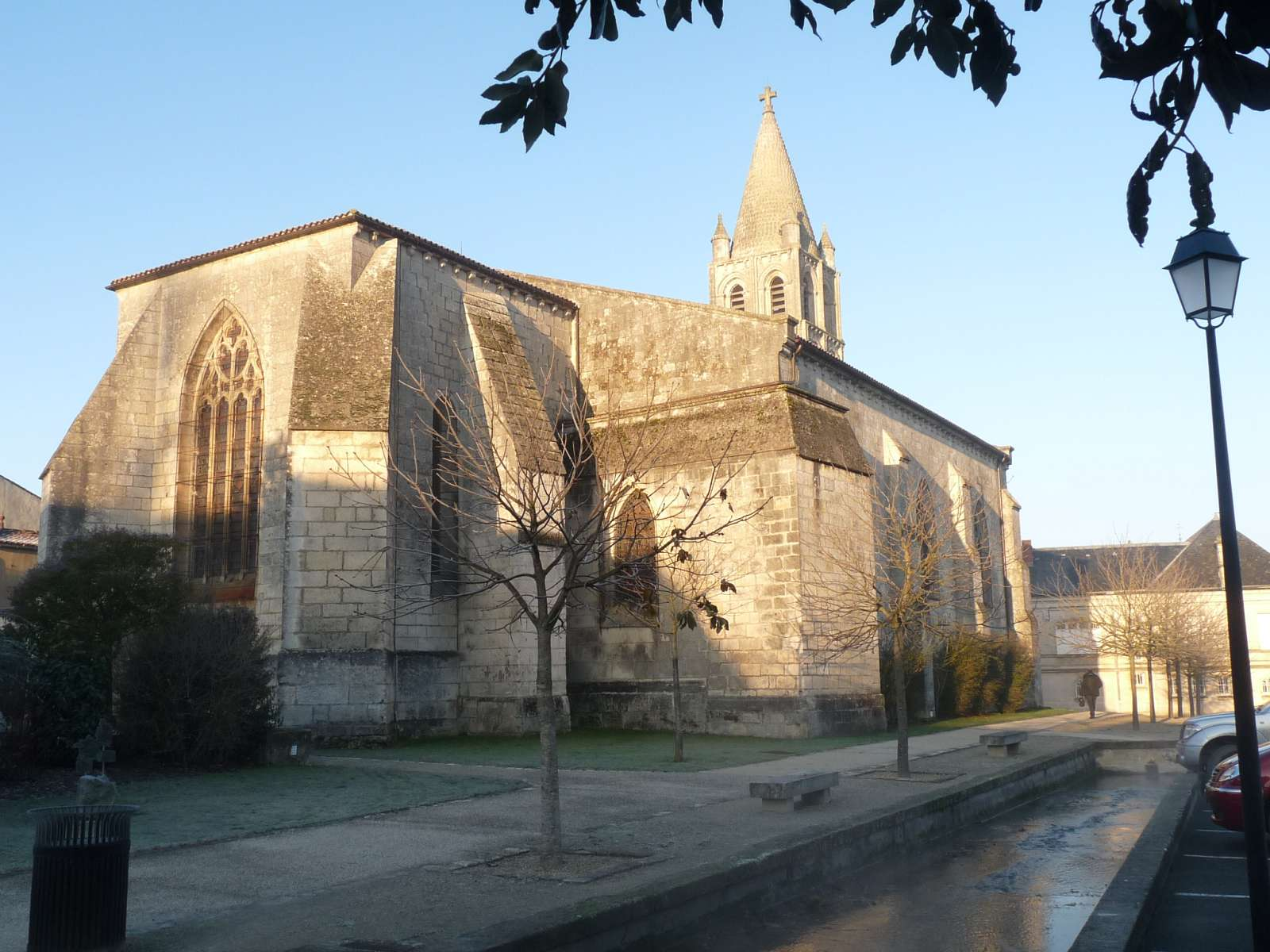
le canal et l'église.

### Patrimoine environnemental
Le hameau de Chez Bordin est un remarquable hameau fleuri.

Chez Bordin
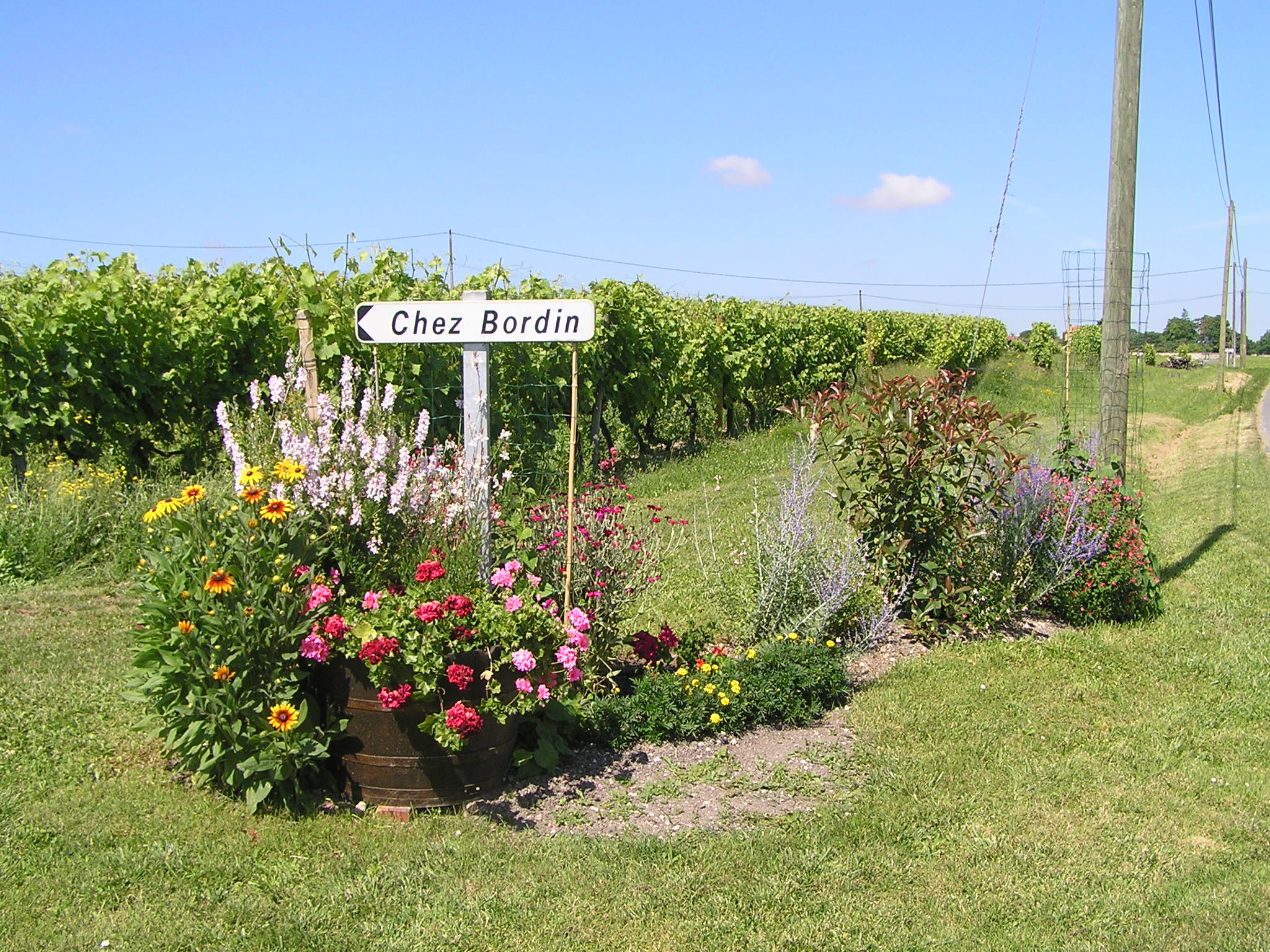
Panneau indicateur.
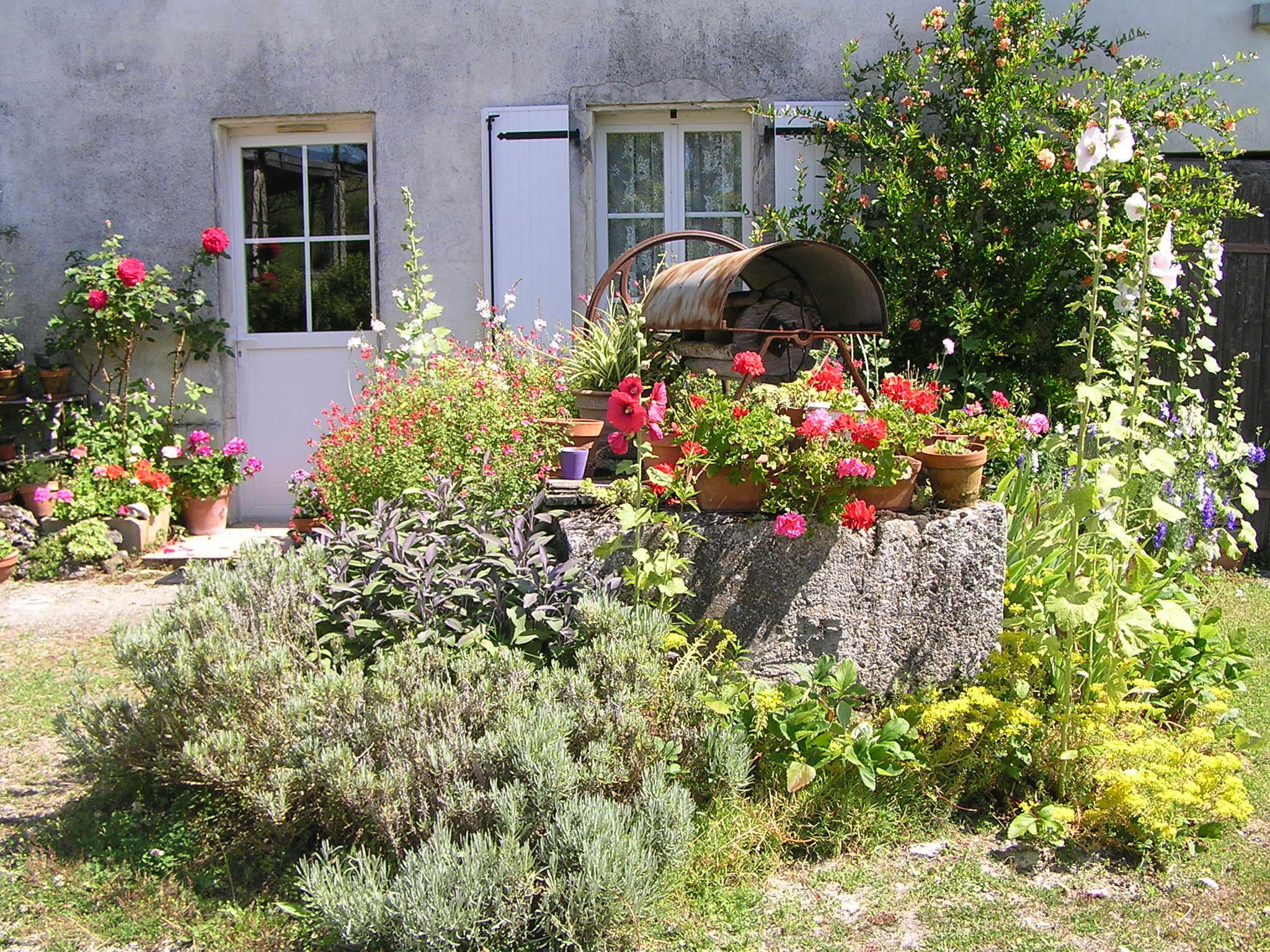
Puits.
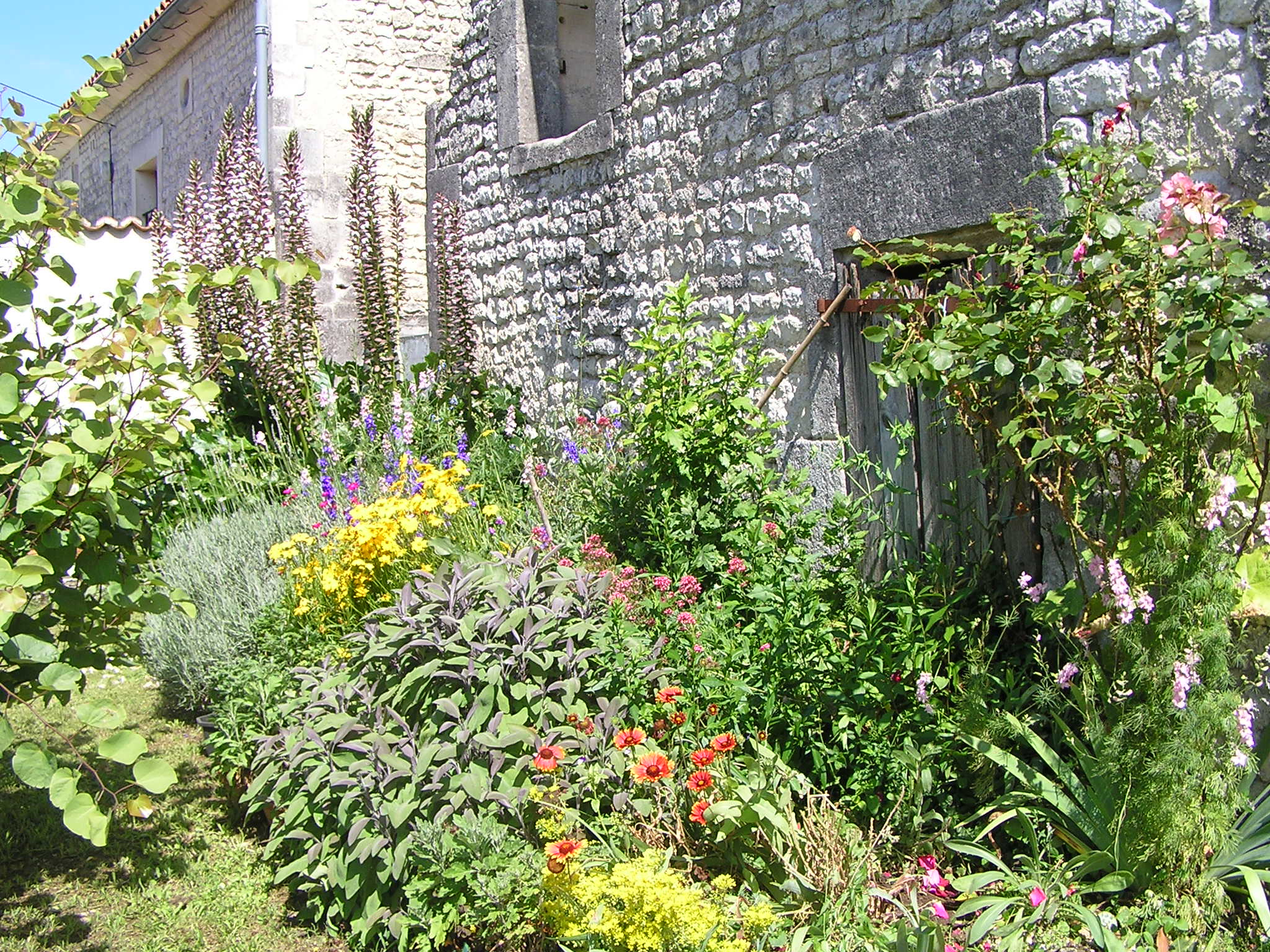
Massifs.
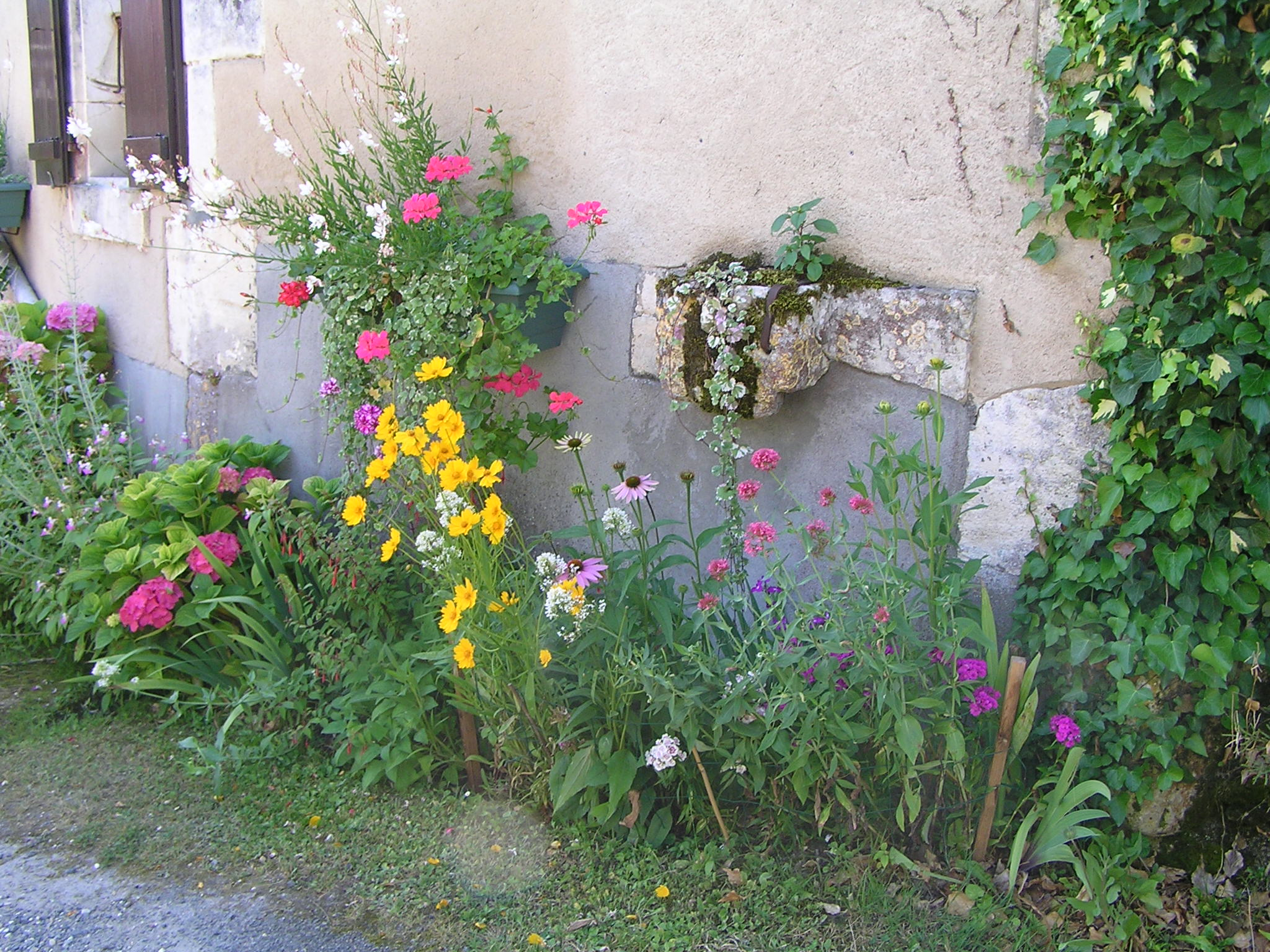
Mur fleuri.

### Héraldique
| Blason | Blasonnement : D'azur à deux branches de châtaignier posées en fasce, l'une en chef fruitée de deux marrons hérissonnés et l'autre en pointe fruité d'un seul à dextre, à une croisette en abîme, le tout d'or. |

## Jumelages
- Segonzano (Italie).
- Kanzach (Allemagne).